# نورمان فرانكس
نورمان فرانكس (بالإنجليزية: Norman Franks)‏ هو مؤرخ بريطاني، ولد في 1940.